# Essingen (Luxembourg)
Pour les articles homonymes, voir Essingen.
Essingen (en luxembourgeois : Essen ), est un lieu-dit et une section de la commune de Mersch situé dans le canton de Mersch au Luxembourg.

## Géographie
Essingen culmine à 210 m d'altitude et est donc le point le plus bas de la commune de Mersch.

## Histoire
L'histoire de la localité Essingen est étroitement liée celle de Pettingen toute proche. Autrefois, sur l'autre rive de l'Alzette et en face d'Essingen se dressait les villages de Hilbach et de Hilbacherhaff qui ont disparu après la Première Guerre mondiale.

## Culture locale et patrimoine

### Lieux et monuments
Maison 6
La maison 6 avec grange et étables, située à Essingen, inscrite au cadastre sous les numéros 124/351, 124/350 et 124/352, est sur la liste des immeubles et objets classés monuments nationaux depuis un arrêté du Conseil de gouvernement du 16 décembre 2015.
Moulin de Essingen
Mis à part quelques maisons et quelques fermes, il y avait auparavant un petit moulin à Essingen entre l'Alzette et le chemin de fer. Celui-ci est reconverti en centrale électrique après la Seconde Guerre mondiale et est toujours en fonctionnement.

### Personnalités liées à la localité
- Aloyse Klensch (1914-1961), coureur cycliste y est né.